# Leptotila cassini
Leptotila cassini é uma espécie de ave da família Columbidae.
Pode ser encontrada nos seguintes países: Belize, Colômbia, Costa Rica, Guatemala, Honduras, México, Nicarágua e Panamá.
Os seus habitats naturais são: florestas subtropicais ou tropicais úmidas de baixa altitude e florestas secundárias altamente degradadas.